# Картавщина
Картавщина (рос. Картавщина) — присілок Велізького району Смоленської області Росії. Входить до складу Заозерського сільського поселення.
Населення — 12 осіб (2007 рік). 